# Anuraeopsis siolii
Anuraeopsis siolii är en hjuldjursart som beskrevs av Koste 1972. Anuraeopsis siolii ingår i släktet Anuraeopsis och familjen Brachionidae. Inga underarter finns listade i Catalogue of Life.